# Journée mondiale de l'orgasme
La Journée mondiale de l'orgasme se déroule le jour du solstice d'hiver, généralement le 21 décembre ou le 22 décembre en fonction des années.
Elle a été créée le 22 décembre 2006 par deux pacifistes américains.

## Histoire
La Journée mondiale de l'orgasme a été créée en 2006 par Donna Sheehan et Paul Reffell qui sont à l'origine de l'association Global orgasm for peace. Ils travaillent en collaboration avec le projet Noosphere de l'université de Princeton et, plus récemment du Center for Subtle Activism.
Les créateurs de la journée sont persuadés « qu'un nombre élevé de pensées positives liées à un plaisir sexuel quasi simultané peut modifier le champ d'énergie de la Terre et réduire, en conséquence, les niveaux dangereux d'agression et de violence actuelle » et que donc, grâce à l'orgasme, les êtres humains seront plus heureux et donc moins violents.

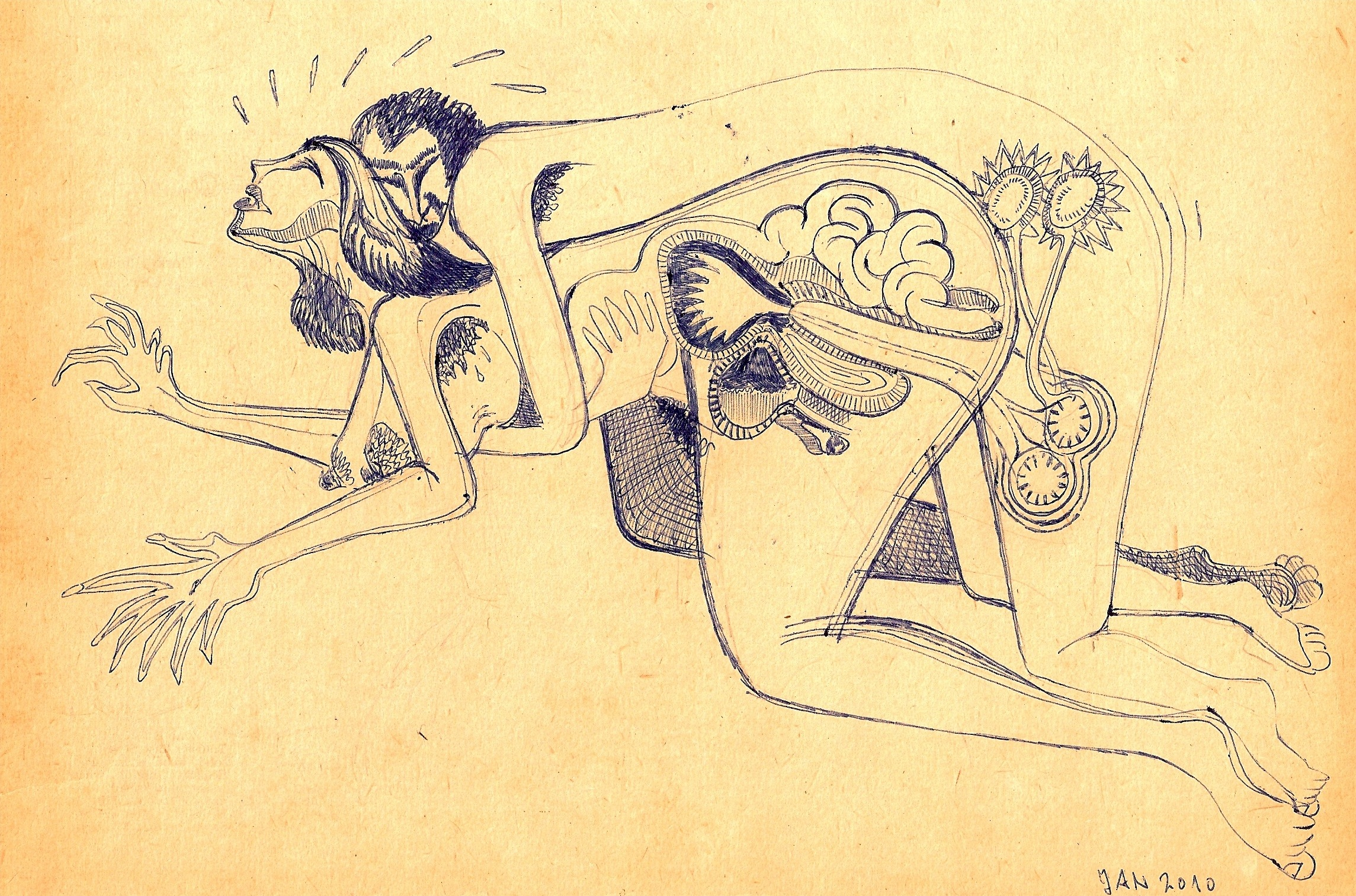
Le mécanisme d'un orgasme.
Dessin humoristique de David, 2010

Si la Journée mondiale de l'orgasme a été créée initialement pour véhiculer un message de paix, elle a surtout pour objectif aujourd'hui de sensibiliser le public sur un problème qui touche de nombreuses femmes et affecte leur vie de couple : la dysorgasmie (orgasme douloureux) ou l'anorgasmie (absence d'orgasme durant les relations sexuelles), deux phénomènes qui touchent généralement plus les femmes que les hommes. 
Malgré l’abondante littérature de conseil qui vise à favoriser la jouissance féminine, une étude de l'Ifop commandée pour l'occasion de la journée de l'orgasme démontre qu'une forte proportion de Françaises éprouve toujours de grandes difficultés à atteindre l’orgasme avec leur partenaire ; 20 % des femmes n'aurait pas eu d'orgasme durant l'année écoulée.Ce phénomène touche beaucoup plus les femmes que les hommes.

## Événements liés
Lors de la journée de l'orgasme 2014, les deux sexologues qui tentent de percer les mystères de l’orgasme, Jean-Claude Piquard (auteur de La Fabuleuse Histoire du clitoris) et Marie-Noëlle Lanuit, lancent une expérience scientifique dont le but est de mesurer la fréquence cardiaque lors de l'orgasme. Près de deux cents participants se sont branchés ce soir-là à un cardiofréquencemètre pendant leurs rapports sexuels pour mesurer la fluctuation de leur rythme cardiaque et ont communiqué leur résultat via le site internet de Jean-Claude Piquard.